# 宁夏中卫中学
宁夏中卫中学位于中华人民共和国宁夏回族自治区中卫市沙坡头区，创建于1932年，前身是土地革命时期设立的宁夏省立第二中学。它是宁夏回族自治区首批重点中学、自治区普通高中一级示范学校，全国五百所著名中学之一。1933年改名为中卫初中，1937年改为中卫简易师范。2007年10月26日，中卫中学整体搬迁至新校区，学校占地面积144958平方米，校舍建筑面积55860平方米。